# Ala Popescu
Ala Popescu (n. 20 octombrie 1958, satul Colicăuți, raionul Briceni) este o juristă moldoveană, care a îndeplinit funcția de președinte al Curții de Conturi a Republicii Moldova între 16 decembrie 2004 și 21 aprilie 2011. Din 30 noiembrie 2018 este Membru al Plenului Consiliului Concurenței .

## Biografie
Ala Popescu s-a născut la data de 20 octombrie 1958, în satul Colicăuți (raionul Briceni). A absolvit Facultatea de Drept din cadrul Universității de Stat din Chișinău (1980) și Academia de Administrare Publică de pe lângă Președintele Republicii Moldova (2004). Ulterior a urmat cursuri de perfecționare în domeniul procedurii legislative (ABA-CEELI Centrul George Marshall, Germania, 1998); în domeniul administrării publice (Olanda, 1997, 1999, 2002) și în domeniul protecției sociale raportată la metodele economico-financiare (Franța, 2002).
Dupa absolvirea facultății, a fost angajată în cadrul Ministerului Justiției în funcția de redactor în Grupa pentru editarea Culegerii de acte legislative în vigoare ale RSSM, consultant-coordonator al Direcției sistematizarea legislației și pregătirea proiectelor de legi (1980-1990). Începând din decembrie 1990 a activat la Cancelaria de Stat a Republicii Moldova, pe postul de consultant superior, șef al Direcției juridice, iar în noiembrie 2000 a fost numita prim-vicedirector al Cancelariei de Stat a Republicii Moldova.
La data de 16 decembrie 2004, prin Hotărârea Parlamentului, a fost numită în funcția de Președinte al Curții de Conturi a Republicii Moldova. A fost reconfirmată în această funcție la 22 decembrie 2005, pentru un mandat de 5 ani.
Ca o recunoaștere a activității sale în domeniul juridic, i-a fost conferită în anul 2003 Medalia „Meritul Civic”.
Ala Popescu este căsătorită și are doi copii.